# Andrzej Świetlicki
Andrzej Świetlicki (ur. 19 kwietnia 1915, zm. 21 czerwca 1940 w Palmirach) – polski polityk nacjonalistyczny, szef Dzielnicy Warszawskiej Ruchu Narodowo-Radykalnego Falanga, przywódca kolaboracyjnej Narodowej Organizacji Radykalnej.

## Życiorys
Syn Michaliny z Wróblewskich oraz Stanisława Ksawerego (1880-1945), nauczyciela. Od 1924 był uczniem Prywatnego Gimnazjum Męskiego, gdzie w 1925 dyrektorem został jego ojciec. Od 1933 jako wolny słuchacz uczestniczył w zajęciach na Wydziale Humanistycznym UW, gdzie związał się z Oddziałem Akademickim Obozu Wielkiej Polski. Po rozwiązaniu tej organizacji wszedł w skład Sekcji Młodych Stronnictwa Narodowego.  
Po udziale w bójce z działaczami Legionu Młodych został w grudniu 1933 usunięty z uczelni, zaś po pobiciu Marcelego Handelsmana w marcu 1934 przez bojówkę Uczelnie Różne trafił na kilka dni do Centralnego Więzienia Śledczego. W kolejnym miesiącu wszedł w skład ONR, a po jego delegalizacji był kilkukrotnie aresztowany. W kwietniu 1935 przystąpił do RNR Falanga (uczestniczył w zjeździe ugrupowania w czerwcu 1935). Z czasem stał się jej prominentnym działaczem (wchodził do kierownictwa ugrupowania obok m.in. Bolesława Piaseckiego). Jako kierownik Dzielnicy Warszawskiego był wielokrotnie zatrzymywany przez policję ze względu na bojówkarską i terrorystyczną działalność jej członów. Przed wybuchem wojny miał też należeć do Narodowej Partii Robotniczej.
Od 1935 uczęszczał do Prywatnego Gimnazjum Męskiego Towarzystwa Salezjańskiego w Różanymstoku, gdzie zdał maturę w 1936 i wznowił studia na  Wydziale Prawa i Nauk Politycznych Uniwersytetu Warszawskiego. Nie ukończył jednak studiów między innymi na skutek coraz większego zaangażowania w działalność polityczną. 
W 1937 dowodził antysemicką akcją RNR w Warszawie, w trakcie której falangiści pikietowali pod żydowskimi sklepami, wzywając do ich bojkotu. Dochodziło do pobić zarówno Żydów, jak i Polaków, którzy nie chcieli włączyć się do akcji.
Z ramienia Falangi nadzorował Polski Front Faszystowski, który zgłosił do niej akces. Bezskutecznie próbował stworzyć formację o profilu narodowo-socjalistycznym na wzór NSDAP. Był ponadto podejrzewany o pozyskiwanie na rzecz RNR wsparcia ze strony narodowo-socjalistycznych kół przemysłowych w Łodzi. 
W październiku 1939 w porozumieniu z Wehrmachtem współzakładał Narodową Organizację Radykalną, której przywódcą został. Ugrupowanie kolaborowało z hitlerowcami i odpowiadało za antyżydowski pogrom wielkanocny w marcu 1940. 
Po zerwaniu przez hitlerowców współpracy z NOR, w trakcie hitlerowskiej akcji AB wymierzonej przeciwko polskiej inteligencji, Świetlicki został aresztowany. Został rozstrzelany w Palmirach w nocy z 20 na 21 czerwca 1940 wraz z innymi działaczami NOR, Tadeuszem Lipkowskim i Wojciechem Kwasieborskim.

## Życie prywatne
Żonaty z obywatelką Włoch Letycją, którą podejrzewano o bycie łączniczką między Falangą a wywiadem włoskim.